# Thế Thân
Thế Thân (zh. shìqīn 世親, ja. seshin, sa. vasubandhu, bo. dbyig gnyen དབྱིག་གཉེན་), ~316-396, cũng được dịch là Thiên Thân (zh. 天親), gọi theo Hán âm là Bà-tu-bàn-đầu (zh. 婆修盤頭), Bà-tẩu-bàn-đậu (zh. 婆藪槃豆), là một Luận sư xuất sắc của Thuyết nhất thiết hữu bộ (sa. sarvāstivādin) và Duy thức tông (sa. vijñānavādin), được xem là Tổ thứ 21 của Thiền tông Ấn Độ. Người ta cho rằng Sư sinh tại Peshāwar (địa danh ngày nay), sống tại Kashmir và chết tại A-du-đà (ayodhyā). Sư vừa là em vừa là đệ tử của Vô Trước (sa. asaṅga), người sáng lập phái Duy thức. Vô Trước là người đã khuyến dụ Thế Thân theo Đại thừa.
Có nhiều giả thuyết về con người Thế Thân, trong đó Erich Frauwallner – một nhà Phật học người Đức – cho rằng có hai người tên Thế Thân, một là luận sư của Thuyết nhất thiết hữu bộ, là người soạn A-tì-đạt-ma-câu-xá luận nổi danh của phái này. Người kia là em của Vô Trước, đã soạn bộ Duy thức nhị thập luận. Thuyết này đã bị Lê Mạnh Thát biện bác trong tác phẩm Triết học Thế Thân (The Philosophy of Vasubandhu). Bộ Duy thức nhị thập luận này là sự tổng kết quan điểm của Duy thức tông, được dịch ra chữ Hán và Tây Tạng. Sư cũng là tác giả của Duy thức tam thập tụng, luận giải quan điểm của Duy thức tông, cũng như tác giả của nhiều bài luận về các tác phẩm của Vô Trước và về giáo lý Đại thừa như Thập địa, Kim cương kinh, Diệu pháp liên hoa kinh, A-di-đà kinh (sa. sukhāvatī-vyūha).
Sư sinh ra trong một gia đình Bà-la-môn, một năm sau khi người anh là Vô Trước thụ giới cụ túc. Lúc đầu, Sư học giáo lý Phật giáo Nguyên thủy tại Phú-lâu-sa-phú-la (sa. Puruṣapura), sau đó tại Kashmir. Sau bốn năm ngụ tại Kashmir (342-346), Sư trở về Phú-lâu-sa-phú-la và soạn bộ A-tì-đạt-ma-câu-xá luận (sa. abhidharmakośa). Sau đó, Sư đi du phương và danh tiếng của Sư là một nhà biện luận xuất chúng vang dội. Khi gặp Vô Trước tại Phú-lâu-sa-phú-la và được người anh giảng giải giáo lý Đại thừa, Sư bỗng nhiên tỉnh ngộ, bắt đầu say mê nghiên cứu Đại thừa và viết luận về kinh điển hệ này, nhất là Bát-nhã-ba-la-mật-đa kinh. Sư biên soạn nhiều bài luận, trong đó Sư hệ thống hóa tư tưởng "Duy thức" được lập nên bởi Vô Trước.
Khoảng năm 383, vua Candragupta II. Vikramāditya (Siêu Nhật) mời Sư làm đạo sư cho vương tử Govindagupta Bālāditya (Tân Nhật) trong cung điện tại A-du-đà (ayodhyā). Sư nhận lời và nhân thời cơ này khuyến khích vương triều làm những việc thiện như xây dựng bệnh viện, trường học và nhà ở công cộng. Sau đó một thời gian, Sư cũng hoằng hoá tại viện Na-lan-đà. Đệ tử xuất sắc nhất của Sư là nhà Nhân minh học lừng danh Trần-na (sa. diṅnāga). Sau khi Govindagupta lên ngôi, ông lại mời Sư đến triều đình giảng dạy và định cư tại đây. Sư nhận lời mời nhưng vẫn thường hay du phương và tuỳ cơ giáo hoá. Những bài luận cuối cùng của Sư được soạn tại Shakala (sa. śākala) và Kiều-thướng-di (sa. kauśambī). Năm 396, Sư tịch tại A-du-đà (một thuyết khác là tại Nepāl).
Các tác phẩm còn lưu lại dưới tên Sư (trích):
1. A-tì-đạt-ma-câu-xá luận (sa. abhidharmakośaśāstra), bao gồm A-tì-đạt-ma-câu-xá luận tụng (sa abhidharmakośa-śāstra-kārikā) và A-tì-đạt-ma-câu-xá luận thích (sa. abhidharmakośa-bhāṣya);
2. Duy thức nhị thập luận (tụng) (sa. viṃśatikāvijñāptimātratāsiddhi-kārikā), còn bản Tạng và Hán ngữ. Có ba bản Hán văn, Huyền Trang dịch 1 quyển, Chân Đế (sa. paramārtha) dịch riêng 1 quyển dưới tên Đại thừa duy thức luận, Bát-nhã-lưu-chi (sa. prajñāruci) dịch 1 quyển dưới tên Duy thức luận;
3. Duy thức nhị thập luận thích (sa. viṃśatikā-vṛtti), còn bản Tạng và Phạn;
4. Duy thức tam thập tụng (sa. triṃśikā-vijñāptimātratāsiddhi-kārikā), còn bản Tạng và Hán ngữ, Huyền Trang dịch, 1 quyển;
5. Tam tính luận (sa. trisvabhāva-nirdeśa), còn bản Phạn và Tạng ngữ;
6. Biện trung biên luận thích (sa. madhyānta-vibhāga-bhāṣya), còn bản Tạng và Hán ngữ, Huyền Trang dịch;
7. Kim cương bát-nhã-ba-la-mật kinh luận (sa. vajracchedikā-prajñāpāramitā-sūtra-śāstra), chỉ còn bản Hán ngữ;
8. Thập địa kinh luận (sa. ārya-daśabhūmi-vyākhyāna), còn bản Tạng và Hán ngữ, bản Hán ngữ được Bồ-đề-lưu-chi (sa. bodhiruci) dịch;
9. Đại thừa kinh trang nghiêm luận thích (sa. mahāyāna-sūtralaṅkāra-vyākhyā), còn bản Tạng và Hán ngữ;
10. Nhiếp đại thừa luận thích (sa. mahāyānasaṃgraha-bhāṣya), còn bản Tạng và Hán ngữ. Có ba bản Hán văn, Huyền Trang dịch gồm 10 quyển, Chân Đế dịch gồm 15 quyển, Đạt-ma-cấp-đa (sa. dharmagupta) dịch riêng 10 quyển dưới tên Nhiếp Đại thừa thích luận;
11. Ngũ uẩn luận (sa. pañcaskandha-prakaraṇa), chỉ còn bản Tạng và Hán ngữ;
12. Phật tính luận (sa. buddhagotra-śāstra), Chân Đế dịch, 4 quyển;
13. Đại thừa bách pháp minh môn luận (sa. mahāyāna-śatadharmavidyā-dvāra-śāstra), 1 quyển, Huyền Trang dịch;
14. Diệu pháp liên hoa kinh ưu-ba-đề-xá (sa. saddharmapuṇḍarīka-sūtropadeśa), 2 quyển, Bồ-đề-lưu-chi cùng Đàm Lâm dịch;
15. Chuyển pháp luân kinh ưu-ba-đề-xá (sa. dharmacakra-pravartana-sūtropadeśa), 1 quyển, Tì-mục Trí Tiên dịch;
16. Vô lượng thọ kinh ưu-ba-đề-xá (sa. amitāyussūtropadeśa), 1 quyển, Bồ-đề-lưu-chi dịch;
17. Lục môn giáo thụ tập định luận (Phạn?), 1 quyển, Nghĩa Tịnh dịch;
18. Niết-bàn kinh bản hữu kim vô kệ luận (Phạn?), 1 quyển, Chân Đế dịch;
19. Niết-bàn luận (Phạn?), 1 quyển, Đạt-ma-bồ-đề (sa. dharmabodhi) dịch;
20. Như thật luận;
21. Thắng tư duy phạm thiên sở vấn kinh luận;
22. Thành nghiệp luận (sa. karmasiddhi-prakaraṇa), còn bản Hán và Tạng ngữ;
23. śīlaparikathā, một bài luận ngắn về giới, cho rằng giữ giới luật hiệu nghiệm hơn bố thí (dāna), chỉ còn bản Tạng ngữ;
24. Duyên khởi kinh thích (sa. pratītyasamutpāda-sūtrabhāṣya), một phần Phạn ngữ đã được tìm lại, giáo sư Giuseppe Tucci xuất bản.